# Anguliphantes monticola
Anguliphantes monticola är en spindelart som först beskrevs av Kulczynski 1881.  Anguliphantes monticola ingår i släktet Anguliphantes och familjen täckvävarspindlar. Inga underarter finns listade i Catalogue of Life.